# Lioligus pallidus
Lioligus pallidus är en skalbaggsart som beskrevs av Thomas Casey 1912. Lioligus pallidus ingår i släktet Lioligus och familjen kulbaggar. Artens utbredningsområde är Nordamerika. Inga underarter finns listade i Catalogue of Life.